# Mogens Brandt
Mogens Brandt, född 1 mars 1909 i Köpenhamn, död 21 januari 1970 i samma stad, var en dansk skådespelare och författare.

## Rollista i urval
- 1945 – Den röda jorden
- 1947 – Familien Swedenhielm
- 1958 – Krudt og klunker
- 1959 – Vi är tokiga allihop
- 1960 – Frihetskämpar
- 1961 – Amor på villovägar
- 1961 – Cirkus Buster
- 1962 – Prinsessa för en dag
- 1967 – Onkel Joakims hemmelighed
- 1969 – Tumult